# Перейра, Киган
Киган Реджинальд Перейра (англ. Keegan Reginald Pereira; род. 8 сентября 1991, Бомбей) — канадский хоккеист на траве, полузащитник и нападающий. Участник летних Олимпийских игр 2016 и 2020 годов, двукратный серебряный призёр Панамериканского чемпионата 2013 и 2017 годов, бронзовый призёр Панамериканского чемпионата 2022 года, двукратный серебряный призёр Панамериканских игр 2011 и 2019 годов.

## Биография
Киган Перейра родился 8 сентября 1991 года в индийском городе Бомбей (сейчас Мумбаи).
Играл в хоккей на траве за канадские «Виктория Вайкс» и «Ю-Би-Си Тандербёрдс», после чего перебрался в Бельгию, где до 2016 года выступал за «Ройял Веллингтон». В 2016—2019 выступал за немецкий «Уленхорст» из Мюльхайм-ан-дер-Рура, в составе которого дважды стал чемпионом Германии (2018—2019). Также играл за «Торонто Титанс».
В 2009 году дебютировал в сборной Канады.
В 2012 году стал серебряным призёром юниорского Панамериканского чемпионата в Гвадалахаре.
Дважды выигрывал серебряные медали хоккейных турниров Панамериканских игр — в 2011 году в Гвадалахаре и в 2019 году в Лиме.
Трижды становился призёром Панамериканских чемпионатов — серебряным в 2013 году в Брамптоне и в 2017 году в Ланкастере, бронзовым в 2022 году в Сантьяго. В последнем турнире был капитаном команды.
В 2016 году вошёл в состав сборной Канады по хоккею на траве на летних Олимпийских играх в Рио-де-Жанейро, занявшей 11-е место. Играл в поле, провёл 5 матчей, забил 1 мяч в ворота сборной Германии.
В 2021 году вошёл в состав сборной Канады по хоккею на траве на летних Олимпийских играх в Токио, занявшей 12-е место. Играл в поле, провёл 5 матчей, забил 2 мяча (по одному в ворота сборных Германии и ЮАР).
Дважды участвовал в чемпионатах мира: в 2010 году в Нью-Дели и в 2018 году в Бхубанешваре, оба раза канадцы заняли 11-е место.